# Lausitzer Eisenbahn-Gesellschaft
Die Lausitzer Eisenbahn-Gesellschaft (LEG) war ein Eisenbahnunternehmen mit Sitz in Sommerfeld in Preußen, dessen Bahngebiet in der Nieder- und Oberlausitz sowie Niederschlesien lag. Sie betrieb dort drei normalspurige Strecken, die keine direkte Verbindung zueinander hatten. Die LEG war bis zur Verstaatlichung im Jahr 1939 eine Tochter der Lokalbahn Aktien-Gesellschaft (LAG) mit Sitz in München.

## Geschichte
Die LEG wurde am 21. März 1896 gegründet. Die LAG war Mehrheitsaktionär. Als erste Strecke der LEG wurde am 1. Dezember 1896 die acht Kilometer lange Stichbahn Rauscha–Freiwaldau eröffnet, die von der Staatsbahnstrecke Sorau–Kohlfurt abzweigte.
Zweite Strecke der LEG war die Verbindung Sommerfeld–Muskau. Sie führte vom Knotenpunkt Sommerfeld über Teuplitz nach Muskau. In Teuplitz, wo sich die Hauptwerkstätten der LEG befanden, wurde die Strecke Cottbus–Sorau gekreuzt. Der Betrieb begann auf dem nördlichen Abschnitt am 1. Oktober 1897 und auf dem südlichen am 15. Juni 1898; insgesamt waren das 43 Kilometer. Gleichzeitig übernahm die LEG auch die Betriebsführung auf der acht Kilometer langen anschließenden Staatsbahnstrecke Muskau–Weißwasser, die schon am 15. Oktober 1872 von der Berlin-Görlitzer Eisenbahn-Gesellschaft (BGE) eröffnet worden war.
Am 1. April 1901 kam dazu noch die Strecke Hansdorf–Priebus zur LEG, die am 1. Oktober 1895 noch von der LAG eröffnet worden war. Die LEG eröffnete am 1. Oktober 1913 noch eine Verlängerung um sieben Kilometer bis Lichtenberg, die allerdings schon 1936 wieder eingestellt worden ist. In Priebus bestand ab 15. Dezember 1907 Anschluss an die Strecke der Kleinbahn Horka–Rothenburg–Priebus.
Damit betrieb die LEG im Jahr 1898 Strecken von 80 Kilometern Länge, seit 1913 waren es 87 Kilometer. Die Strecken Freiwaldau–Priebus und Lichtenberg–Tschöpeln-Quolsdorf, durch die ein zusammenhängendes LEG-Netz entstanden wäre, wurden infolge des Ersten Weltkriegs nicht mehr realisiert.
Mit der Verstaatlichung der Lokalbahn AG München ab 1. August 1938 gingen 87 % der LEG-Aktien auf das Deutsche Reich über. Am 1. Januar 1939 wurde die Lausitzer Eisenbahn-AG in die Deutsche Reichsbahn (DR) eingegliedert.
Die Strecken der LEG liegen seit 1945 auf polnischem Staatsgebiet. Bis auf die Verbindung Hansdorf–Priebus (Jankowa Żagańska–Przewóz), die seit 2018 faktisch als Anschlussbahn für ein Lager der polnischen Streitkräfte dient, sind die Strecken stillgelegt und abgebaut.

## Strecken
- Rauscha–Freiwaldau
- Sommerfeld–Muskau
- Hansdorf–Priebus–Lichtenberg (b Priebus)